# Goma-2
La Goma-2 es un explosivo del tipo dinamita de fabricación española para uso industrial (sobre todo en minería) por la Unión Española de Explosivos, S.A. (actualmente MAXAM). Se comercializa al menos en dos variantes, la Goma-2 EC y la Goma-2 ECO.

## Propiedades
Goma-2 explosivo es una mezcla de varios productos químicos:
- Nitrato de amonio - 60-70%
- EGDN - 26-31%
- Algodón - 4-9%

A pesar de que es altamente explosivo, son necesarios detonadores para causar una detonación.

## Terrorismo
Goma-2 ECO fue el explosivo que se utilizó en los Atentados del 11-M de 2004. El terrorista Jamal Ahmidan, también conocido como El Chino, compró el explosivo ilegal de una mina en el norte de España. También fue planeado por la misma célula que llevó a cabo los atentados homicidas de Madrid usar dicho explosivo para descarrilar un tren de alta velocidad.